# Ujhelyi István
Ujhelyi István (Berettyóújfalu, 1975. február 28. –) magyar jogász, politikus. 2014–2022 között a Magyar Szocialista Párt Európai Parlamenti képviselője. 2022-től független Európai Parlamenti képviselő. 2002–2014 között MSZP-s országgyűlési képviselő. 2010–2014 között az Országgyűlés alelnöke. 2006–2010 között előbb az Önkormányzati és Területfejlesztési Minisztérium, majd a Miniszterelnöki Hivatal államtitkára. 2000–2010 között a MSZP elnökségének tagja, 2004–2010 között és 2014 és 2017 között a párt alelnöke volt. 2018-tól az ENSZ Turisztikai Világszervezetének (UNWTO) rendkívüli nagykövete. A Szegedi Tudományegyetemen működő Konfuciusz Intézet Igazgatótanácsának elnöke. A Shenzen-i gazdasági kamara európai kapcsolataik fejlesztésének tanácsadója. 2022 óta alapítója és szervezője az Esély Körök országos hálózatának. 2016-ban az Év EP-képviselőjének jelölték Brüsszelben, akkor csak döntős volt, de a címet végül 2017-ben és 2022-ben is elnyerte.[forrás?] 2024-től az ENSZ turisztikai nagykövetté nevezte ki.

## Tanulmányai
A debreceni Tóth Árpád Gimnáziumban érettségizett 1993-ban. 1999-ben politikai tanulmányúton vett részt az Európai Tanács ösztöndíjával Londonban és amerikai ösztöndíjjal Washingtonban. Jogi diplomát a szegedi József Attila Tudományegyetem Állam- és Jogtudományi karán szerzett 2002-ben. 2005-ben rövid ideig ismét ösztöndíjjal az Egyesült Államokban tanult.[forrás?]

## A politikában
1993-ban lépett be az MSZP-be, ahol tevékenykedett az alapszervezet vezetőjeként, megyei alelnökként, és az Ifjúsági Tagozat elnökeként is. A párt Országos Választmányának, majd 2000. november 26-ától az Országos Elnökségnek tagja. 2004 és 2010 között, majd 2014 és 2017 között a párt alelnöke volt.
1994–2002 között Szeged önkormányzati képviselője volt. 2002-től 2010-ig az 1. választókerület országgyűlési képviselője volt. 2002 októberétől miniszterelnöki főtanácsadó, majd 2004–2006 között kormánymegbízott, 2006. július 1-jétől 2008 májusáig az Önkormányzati és Területfejlesztési Minisztérium államtitkára volt, ahol a turizmusért és sportfejlesztésért felelt, 2009. január 2-ától – a kormányfő felkérésére – a Nemzeti Turisztikai Bizottság elnökeként dolgozott a 2010-es választások lezárulásáig. A 2010-es országgyűlési választáson pártja országos listájáról nyert mandátumot.
Az ifjúsági szervezetek delegáltjaként a Magyar Televízió Közalapítvány, majd a Magyar Rádió Közalapítvány kuratóriumának tagjaként tevékenykedett. 1995-től a Baloldali Ifjúsági Társulás, 1999-től a Fiatal Baloldal országos alelnöke, 2002-től 2004 novemberéig Fiatal Baloldal – Ifjú Szocialisták elnöke, 2004 és 2005 között a IUSY (Szocialista Ifjúsági Internacionálé) alelnöke.
2010–2014 között az Országgyűlés alelnöke.
2014 júliusától 2017-ig az MSZP alelnöke volt. Már ekkor erősen szorgalmazta, hogy „valami mást kell csinálni”, az alapjairól kell megújítani a pártot, többek között „sziszifuszi munkával újjá kell építeni az MSZP szinte eltűnt vidéki hálózatát”.
2014 augusztusában, Orbán Viktor tusványosi beszéde után elindította a „Nyíltlevél-sorozat Magyarország polgáraihoz” kezdeményezését, melynek keretében hétről-hétre igyekszik felhívni a közvélemény figyelmét a demokrácia hazai állapotára. A nyílt levelek később egy kötet formájában is megjelentek 2019 májusában a Kossuth Kiadó gondozásában.
2022-ben, az ellenzék számára kudarcos országgyűlési választás után az MSZP választmányának ülésén a párt radikális megújítására tesz javaslatot. „Mert őszintének kell lennünk: immár nem apró javításokra, hanem teljes átalakításra van szükség. El kell fogadnunk, hogy az MSZP brandje avíttá vált, megkopott, az elmúlt évtizedek alatt elhasználódott. Az értékeink és érdemeink szilárdan megmaradtak, ezek világos és egyértelmű útmutatást is adnak, ahhoz azonban, hogy a szociáldemokrata közösségünk megerősödjön és érdemben befolyásolni tudja a közéletet – teljesen új alapokon kell megkezdenünk az építkezést. Fel kell vállalnunk bizonyos tabuk, így például a harminchárom éves brandhez való ragaszkodás vagy a nagypárti működési reflexek elengedését.” Ujhelyi a párt szerkezetének és működésének teljes átalakítása mellett javaslatot tesz az MSZP név- és logóváltoztatásának szükségességére is: Esély – Magyar Szociáldemokraták Pártközössége néven. „Ki kell tudni mondani, hogy elhervadt a szegfű, ami ugyanakkor nem azt jelenti, hogy a kaspóval együtt kell kidobni: inkább új földet kell hozni, friss vízzel megöntözni és egy új virágot elültetni. Esélyt kell adnunk a változásra, esélyt a közös hazának és esélyt az igazságosabb társadalom megteremtésének. Esélyt a százharminckét éves múltra visszatekintő magyar szociáldemokrácia reneszánszának.”
2022 szeptemberében a Spirit FM "Harcosok Klubja" című műsorának adott interjújában már arról beszélt, hogy „ebben az MSZP-ben nehezen tudom magam elképzelni pár év múlva”, ehhez képest sokaknak meglepetést okozott, hogy 2022. október 22-én a hagyományosnak mondott vasárnapi nyílt levelében Ujhelyi bejelentette: kilép az MSZP-ből, mert „valami összeragaszthatatlanul eltört”. A sajtónak kevés helyen beszélt a párttal való szakításának részleteiről, egyedül a szabadeurópa.hu oldalnak és Benyó Rita riporternek adott hosszabb interjút, ebben többek között azt mondta: hiába próbálta többször is felrázni és radikális átalakításon átvezetni a pártját, a szűk elit döntési mechanizmusai miatt ez meghiúsult és miután elfogyott körülötte a levegő, a kilépés mellett döntött.

### Az Európai Parlamentben
A 2014-es európai parlamenti választáson az MSZP listájának 2. helyéről szerzett mandátumot. Az Közlekedési és Idegenforgalmi Bizottság alelnöke, a A Kínai Népköztársasággal fenntartott kapcsolatokért felelős küldöttség tagja, a Külügyi Bizottság és a A Közép-Amerikával fenntartott kapcsolatokért felelős küldöttség póttagja.
Első EP-ciklusában kiemelt feladatának tekintette többek között, hogy a külföldön dolgozó, több százezer – elsősorban fiatal – magyar munkavállaló intézményesített uniós érdekképviseletéért ellássa Brüsszelben, ennek érdekében a hazatérésüket segítő Hazaváró-programot is elindított. Emellett számos rendkívüli EP-képviselői fogadóórát is tartott többek között: Londonban, Manchesterben, Berlinben, Edinburghban vagy éppen Máltán. Ujhelyi skóciai fogadóórájának egyik eredménye, hogy a helyiek kérésének eleget téve külön edinburghi konzulátusért lobbizott a kormányzatnál, amely végül 2018-ban meg is nyílt.
Kijelentette, hogy elsősorban a külföldön dolgozó, több százezer – elsősorban fiatal – magyar munkavállaló intézményesített uniós érdekképviseletéért kíván dolgozni Brüsszelben, és a hazatérésüket segítő Hazaváró-programot indított el.
2014 októberében 17 helyen nyitotta meg európai uniós képviselői irodáját. Többek között Siklóson, Pécsen, Kalocsán, Békéscsabán, Gyöngyösön, Salgótarjánban, Vácon és Győrben.
A  HOTREC rigai közgyűlésén meghirdette a Tourism on the S.P.O.T. kezdeményezését, melynek révén az ifjúsági munkanélküliség csökkenését reméli az Európai Unió országaiban.
Az Európai Parlament 750 ezer eurót szavazott meg az általa kezdeményezett World Bridge Tourism elnevezésű projekt megvalósítására, melynek célja az európai turisztikai ágazat felkészítése a Kínából, Brazíliából, Indiából és Oroszországból érkező megnövekedett turistaforgalom speciális igényeinek kiszolgálásara.
2015-ben kezdeményezője és aktív szervezője volt az Európai Szocialisták Pártja (PES) budapesti kongresszusának. 2016-ban a The Parliament Magazine által szervezett Év EP-képviselője díjra jelölték, de csak short-list helyezésig jutott. 2017-ben ismét jelölést kapott „közlekedés” kategóriában, ekkor meg is kapta a díjat, abban az évben egyedüli magyarként. 2022-ben jelölték ismét a neves szakmai díjra (többek között egészségügyi kategóriában is), ekkor „infrastruktúra, közlekedés és turizmus” kategóriában díjazták, immár második alkalommal. Ezzel ő az egyetlen magyar EP-képviselő, aki ezt az elismerést kétszer is megkapta. 2017-ben az S&D képviselő-csoporton belül működő fiatal képviselők szövetsége (S&D40) újra alelnöknek választotta. 2018-ban az ENSZ turisztikai szervezetének (UNWTO) főtitkára rendkívüli nagykövetnek kérte fel, amelynek értelmében az európai uniós intézményekkel való kapcsolattartást segíti a madridi székhelyű intézmény nevében. Ehhez kapcsolódik, hogy személyes közben járásának köszönhetően született meg az UNWTO főtitkára Zurab Pololikashvili és az Európai Parlament elnöke, Antonio Tajani által aláírt hivatalos együttműködési megállapodás.
Első EP-parlamenti ciklusában két online petíciót is útjára indított: „Határtalan petíció” néven a kivándorolt magyarok szavazati jogának egyenlőségéért gyűjtött aláírásokat, majd „Európai Magyarországot! Magyar eurót!” címmel az euró mielőbbi, magyarországi bevezetését sürgetve.
Ujhelyi István egyik legnagyobb szakmai sikerének az ingyenes InterRail-bérlet program megvalósítását tartja, amelynek mai napig mentora. A „FreeInterrail”-program eredeti koncepciója két fiatal német aktivistától származik, akik néhány évvel ezelőtt azzal az ötlettel álltak elő, hogy az EU minden európai fiatalt lepjen meg egy ingyenes vonatbérlettel a tizennyolcadik születésnapján. A javaslatot először Ujhelyi István karolta fel, aki egészen a megvalósításig támogatta a projektet; ebben végül Manfred Weber néppárti frakcióvezető és Navracsics Tibor volt uniós biztos is jelentős szerepet játszottak. A program kezdete óta megközelítőleg 700 ezer jelentkező volt a pályázatok során, közülük 130 ezer európai fiatal élhetett is már az utazási lehetőséggel. A program sikerét jól mutatja, hogy az elmúlt években számos elismerést is elnyert, például az Európai Nívó Díjat.
Az Európai Parlament közlekedési és turizmus szakbizottságának alelnökeként készítője volt például a kooperatív intelligens közlekedési rendszerek európai stratégiájáról szóló jelentésnek, illetve az Uniós mobilitás jövőjéről szóló parlamenti dokumentumnak. Az S&D-frakció előadójaként beterjesztője volt a komphajók és gyorsjáratú személyszállító vízi járművek biztonságos üzemeltetéséről szóló javaslatnak, ahogyan az önvezető autókról szóló jelentésnek is. „Árnyékelőadója” volt többek között a halászattal kapcsolatos turizmus-jelentésnek, a schengeni körutazói vízumról szóló dokumentumnak, az európai ipar digitalizációjáról szóló jelentésnek, illetve az 5G hálózatról, a versenyképességet segítő internetkapcsolatról szóló parlamenti dokumentumnak,de az automatizált közlekedési rendszerekről szóló parlamenti csomag előkészítésében is aktív árnyék-jelentéstevői szerepet vállalt.
Számos úgynevezett „pilot-projektet” indított el, így javaslatára valósult meg többek között az ifjúsági munkanélküliség felszámolása érdekében indított „Youth on the S.P.O.T.” elnevezésű program, valamint az a turisztikai projekt, amelynek keretében a kínai turisták igényeinek jobb megismerése érdekében az Európai Bizottság egy jelentős pénzügyi alapot hozott létre az érintett turisztikai szervezeteknek és cégeknek. Hasonlóképp kiemelkedik az „Európa Turisztikai Fővárosa” program, amelyet Renaud Muselier francia néppárti képviselővel közösen hozott létre, és amely innovatív turisztikai helyszínek számára biztosít támogatást és elismerést. Ehhez kapcsolódik, hogy szakpolitikai asszisztensének koordinálásával kezdeményezte a fapados légi társaságok európai, etikai kódexének létrehozását is. 
Első EP-képviselői ciklusában ösztöndíj-programot indított „Szinkronba hozunk” névvel tolmács- és fordítóképzésben résztvevő magyar egyetemistáknak: támogatásával több mint egy tucat fiatal ismerkedett meg az Európai Parlamentben dolgozó tolmácsok munkájával és szerezhetett személyes tapasztalatokat.
A turizmus szakterülethez kapcsolódóan karolta fel a számos kiemelkedő magyar vonatkozással bíró európai cirkuszművészet ügyét. A szakmai szervezetekkel közösen kidolgozott egy, a cirkuszművészet jövőjéről szóló kiáltványt, amelyet sok tucatnyi szakember és művész írt alá. Az Európai Bizottsággal együttműködésben kidolgozott egy minőségbiztosítási rendszert (BigTopLabel), amely európai standardok szerint értékeli a cirkuszokat, kiemelt figyelmet fordítva például az állattartás kérdésére. Az elmúlt években 9 cirkusz kapta meg az elismerést, az egyik díjátadó fővendége maga Stéphanie, monacói hercegnő volt az Európai Parlamentben. 
A 2019-es európai parlamenti választáson az MSZP–Párbeszéd listájának 2. helyéről szerzett mandátumot, miután a lista 1. helyén szereplő Tóth Bertalan visszalépett.
A 2019-2024-es EP-ciklusban ismét a TRAN-committee (az EP közlekedési és turisztikai szakbizottsága) alelnökének választották, immár a turizmusért felelős első alelnöki posztot kapta meg. A külügyi bizottság helyett ezúttal az egészségüggyel és környezetvédelemmel foglalkozó ENVI-bizottságban kért és kapott képviselői helyet. 
Egyik első kezdeményezése ebben az EP-ciklusban a tagállami egészségügyi rendszerek minőségének és biztonságának érdemi javításáról szólt. A megfelelő szintű, európai minőségű egészségügyi szolgáltatás kritériumrendszerének megvalósításáról szakmai konferenciát hívott össze, ahol ismertette elképzeléseit az ágazat szakembereivel. Kezdeményezésének köszönhetően az EP szociáldemokrata frakciója később stratégiai anyagot készített az egészségügyi ágazat reformjával kapcsolatban, ez már az Európai Egészségügyi Unió létrehozását szorgalmazta, benne az Ujhelyi által javasolt minőségi kritériumrendszerrel. Az Európai Egészségügyi Unió koncepcióját végül az Európai Bizottság is magáévá tette és a covid-járvány eredményeként azóta is folyamatosan valósítja meg annak elemeit.  
A COVID-járvány tapasztalatai alapján tett javaslatot a Lélekvakcina-program megvalósítására, amely elsősorban az iskolások és fiatalok mentálhigiénés állapotának felmérését és megerősítését, az ehhez kapcsolódó iskolai szolgáltatások és pedagógusi felkészítések megerősítését javasolták. A magyar kormány először támogatónak mutatkozott a kérdésben, Gulyás Gergely miniszterrel még közös sajtótájékoztatót is tartott, a programot végül a kormány mégsem valósította meg, mondván annak célkitűzéseit a kormány jelenlegi intézkedései is támogatják. 
EP-képviselői tevékenységének fontos eleme a közösségi médiahasználat és a közvetlen kapcsolatteremtés és tájékoztatás a választókkal. Tudatosan felépített és működtetett közösségi platformjain egyedi formátumokat is használ: ilyen többek között a rendszeresen jelentkező „Heti Kettes Ujhelyivel” videóinterjú-sorozat, amelyben közéleti embereket, művészeket kérdez aktuális és érdeklődésre számot tartó ügyekről.

## Családja
Nős. Első felesége Péntek Éva. Gyermekeik: Balázs (2000), Eszter (2002), Emese (2004), Enikő (2006). Második felesége Wessely Orsolya (1983). Gyermekeik: Csenge Szidónia (2017), Bercel (2020).

## Művei
- Neki harangoztak. Válogatott nyílt levelek a NER ellenzékéből; ill. Pápai Gábor; Kossuth, Bp., 2019